# Itanagar
Itanagar là một thị trấn thống kê (census town) của quận Papum Pare thuộc bang Arunachal Pradesh, Ấn Độ.

## Địa lý
Itanagar có vị trí 27°06′B 93°37′Đ / 27,1°B 93,62°Đ Nó có độ cao trung bình là 440 mét (1443 feet).

## Nhân khẩu
Theo điều tra dân số năm 2001 của Ấn Độ, Itanagar có dân số 34.970 người. Phái nam chiếm 53% tổng số dân và phái nữ chiếm 47%. Itanagar có tỷ lệ 69% biết đọc biết viết, cao hơn tỷ lệ trung bình toàn quốc là 59,5%: tỷ lệ cho phái nam là 75%, và tỷ lệ cho phái nữ là 61%. Tại Itanagar, 15% dân số nhỏ hơn 6 tuổi.